# (3623) Чаплин
(3623) Чаплин (лат. Chaplin) — типичный астероид главного пояса, открыт 4 октября 1981 года советским астрономом Людмилой Карачкиной в Крымской астрофизической обсерватории и 31 мая 1988 года назван в честь Чарли Чаплина.

## Обнаружение и именование
(3623) Чаплин
Открыт 4 октября 1981 года в Научном Л. Г. Карачкиной.
Назван в память о великом киноактёре и продюсере Чарльзе Спенсере Чаплине (1889—1977).
Оригинальный текст (англ.)3623 Chaplin
Discovered 1981-10-04 by Karachkina, L. G. at Nauchnyj.
Named in memory of the great film actor and producer Charles Spencer Chaplin (1889—1977).
Источники: DISCOVERY.DB; M.P.C. 13176.

## Орбита

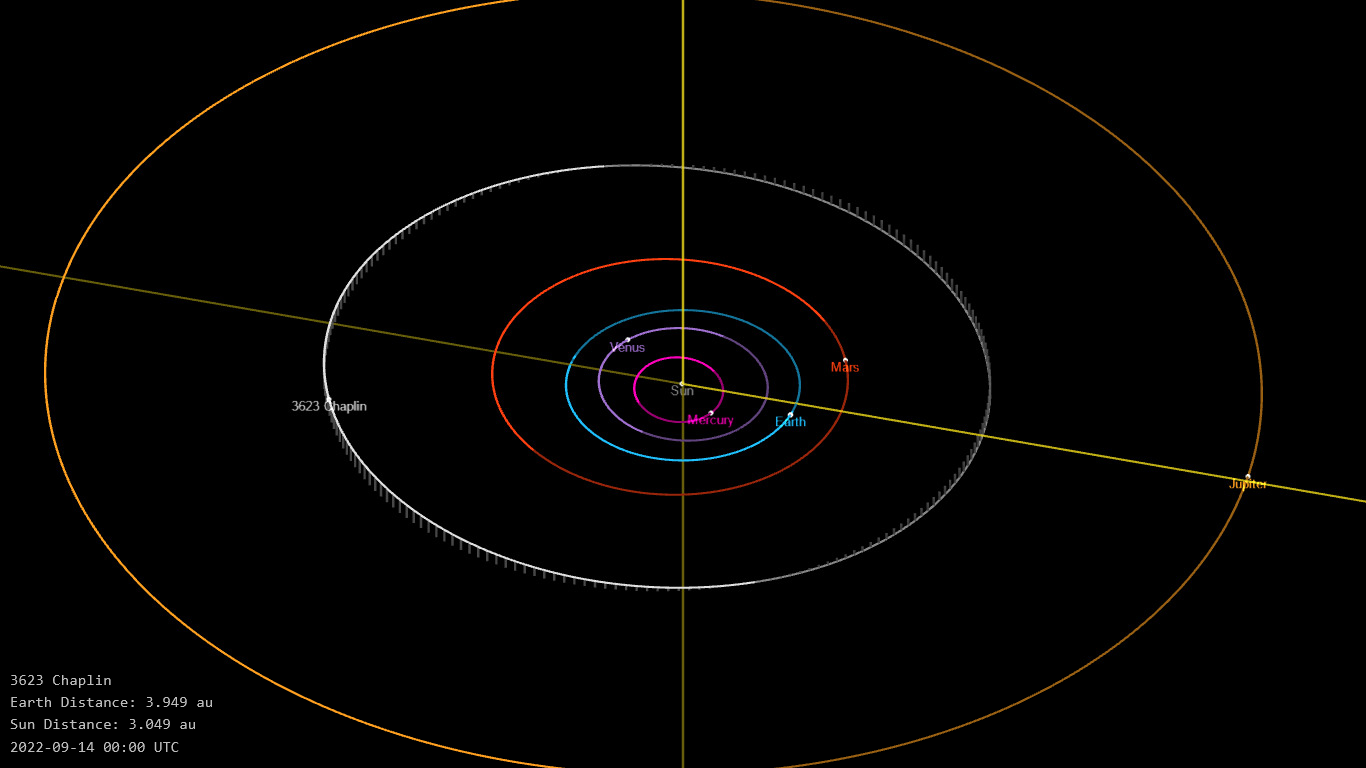
Орбита астероида Чаплин и его положение в Солнечной системе

## Физические характеристики
По результатам спектральной съёмки в ближнем инфракрасном диапазоне с помощью спектрографа SpeX на телескопе NASA IRTF и из наблюдений системы Asteroid Terrestrial-impact Last Alert System следует, что астероид относится к таксономическому классу S, из наблюдений системы телескопов панорамного обзора и быстрого реагирования Pan-STARRS — к классу XL, а из наблюдений телескопа VISTA — к классу V.
По результатам наблюдений в видимом и ближнем инфракрасном диапазоне космического телескопа NEOWISE и наблюдений установленного на космическом телескопе Спитцер инфракрасного спектрографа диаметр астероида оценивался равным 9,89±1,61 км, 11,1±1,5 км и 9,887±1,614 км. Согласно тем же источникам альбедо оценивается как 0,263±0,127 и 0,266±0,097.